# Драгана Станојевић (професорка)
За остале употребе, погледајте Драгана Станојевић (вишезначна одредница).
Драгана Станојевић (Врање, 1966) српска је универзитетска професорка и у педагог. Она је декан Педагошког факултета у Врању и редовни професор на катедри за педагогију и психологију.

## Дела
Аутор је више научних и стручних радова и учесник на научним скуповима од међународног значаја.

### Монографије и поглавља у монографијама
- Станковић, З., Станојевић, Д. (2019). Дидактичке иновације у теорији и наставној пракси. Ниш: Филозофски факултет у Нишу.
- Станојевић, Д., Здравковић, Д. (2013). Школа и друштвене промене. Novo mesto: Pedagoška obzorja.
- Ранчић, А., Ивковић, М., Нешић, Б., Ђорђевић, Б., Кундачина, М., Ђорђевић, В., Станојевић, Д. (2002).  Асистенти у настави – дидактичко усавршавање универзитетских сарадника.  Ниш: Студентски културни центар.

### Књиге и уџбеници
- Станојевић, Д. (2018). Елементарна дидактика. Врање: Педагошки факултет.
- Станојевић, Д. (2013). Дидактика кроз инструкције за учење. Београд: Школска књига.
- Станојевић, Д. (2009). Практикум из дидактике. Врање: Аурора.